# Connecticut Sun 2012
La stagione 2012 delle Connecticut Sun fu la 14ª nella WNBA per la franchigia.
Le Connecticut Sun vinsero la Eastern Conference con un record di 25-9. Nei play-off vinsero la semifinale di conference con le New York Liberty (2-0), perdendo poi la finale di conference con le Indiana Fever (2-1).

## Roster
| N° | Naz.                   | Ruolo | Sportivo          | Anno | Alt. | Peso |
| -- | ---------------------- | ----- | ----------------- | ---- | ---- | ---- |
| 4  | Stati Uniti (bandiera) | GA    | Danielle McCray   | 1987 | 180  | 79   |
| 5  | Stati Uniti (bandiera) | A     | Kelsey Griffin    | 1987 | 185  | 76   |
| 8  | Stati Uniti (bandiera) | A     | Mistie Bass       | 1983 | 193  | 86   |
| 14 | Stati Uniti (bandiera) | G     | Tan White         | 1982 | 170  | 70   |
| 15 | Stati Uniti (bandiera) | A     | Asjha Jones       | 1980 | 188  | 90   |
| 20 | Stati Uniti (bandiera) | G     | Kara Lawson       | 1981 | 173  | 77   |
| 21 | Stati Uniti (bandiera) | G     | Renee Montgomery  | 1986 | 170  | 65   |
| 23 | Stati Uniti (bandiera) | G     | Allison Hightower | 1988 | 178  | 63   |
| 30 | Stati Uniti (bandiera) | AC    | Jessica Moore     | 1982 | 191  | 79   |
| 31 | Stati Uniti (bandiera) | C     | Tina Charles      | 1988 | 193  | 90   |
| 32 | Stati Uniti (bandiera) | G     | Kalana Greene     | 1987 | 178  | 77   |
| 34 | Stati Uniti (bandiera) | C     | Chay Shegog       | 1990 | 196  | 92   |

## Staff tecnico
- Allenatore: Mike Thibault
- Vice-allenatori: Bernadette Mattox, Scott Hawk
- Preparatore atletico: Jeremy Norman
- Preparatore fisico: Jodi Hopkins